# Двигатель Nissan EM
Nissan EM — серия электродвигателей производства Nissan. Первый двигатель семейства — EM61 — дебютировал в 2010 году на Nissan Leaf. С тех пор двигатели Nissan EM начали применяться в различных гибридных автомобилях и электромобилях Nissan.

## EM61
EM61 дебютировал в 2010 году. Он применялся в первом поколении Nissan Leaf (2010—2012). EM61 развивает крутящий момент 280 Н·м и максимальную частоту вращения 10390 об/мин.

## EM57
Впервые EM57 был представлен в 2013 году на Nissan Leaf 'AZE0'. По сравнению с EM61, двигатель занимает меньшую площадь в моторном отсеке, что позволяет сэкономить 11,7 кг массы. Двигатель также обеспечивает некоторый пиковый крутящий момент для более эффективного диапазона мощности. Максимальный крутящий момент составляет 250 Н·м при частоте вращения 10500 об/мин.
С появлением Nissan LEAF ZE1 в 2018 году двигатель был обновлён. В зависимости от инвертора мощность была увеличена до 110 кВт, а крутящий момент — до 320 Н·м. В версии LEAF e+ мощность была увеличена до 160 кВт, крутящий момент — до 340 Н·м, а частота вращения — до 11330 об/мин.

### Применения

#### Электромобили
- Nissan Leaf (AZE0 2013—2017)
- Nissan e-NV200 (2014 — настоящее время)
- Nissan Leaf (ZE1 40kWh, 2018 — настоящее время)
- Nissan Leaf (ZE1 e+ 62kWh, 2019 — настоящее время)

#### Гибридные автомобили
- Nissan Note e-Power (2017—2020)[3]
- Nissan Serena e-Power (2018 — настоящее время)
- Nissan Kicks e-Power (2020 — настоящее время)

## EM47

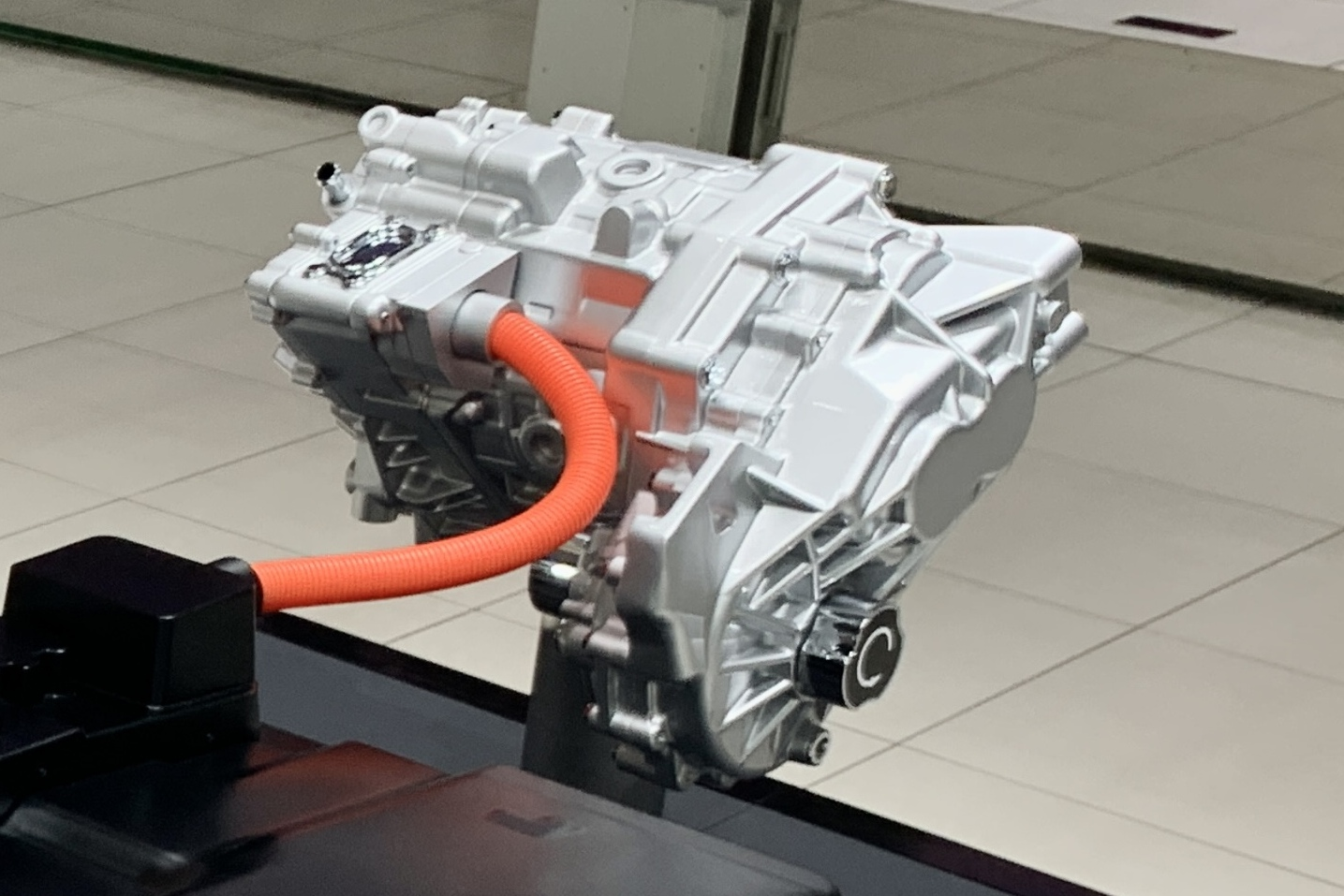
Nissan EM47

EM47 дебютировал в 2020 году на Nissan Note. Двигатель применяется только в модельном ряду Nissan e-POWER. Его инвертор позволяет уменьшить габариты на 40%, а массу — на 30%. Крутящий момент составляет 254 Н·м при частоте вращения 10500 об/мин.

### Применения
- Nissan Note e-Power (2020 — настоящее время)[6]
- Nissan Kicks e-Power (2022 — настоящее время; Таиланд)